# 国民議会 (セルビア)
国民議会（こくみんぎかい、セルビア語: Народна скупштина / Narodna skupština）は、セルビア共和国の議会。

## 概要
- 選挙権：18歳以上
- 被選挙権：18歳以上
- 任期：4年（解散あり）
- 定数：250
- 選挙制度：拘束名簿式比例代表制（ドント式に基づく議席配分で、5％の阻止条項あり。少数民族には適用されない）